# 金绿鹎
，是雀形目鹎科的一种鸟类，属于单型的金绿鹎属（学名：Calyptocichla）。

## 特征
金绿鹎体重约38.73克，翼长约89.6毫米，喙宽度约3.8毫米，喙厚度约4.5毫米，嘴峰长约17.9毫米，跗蹠长约20.2毫米，尾长约79.2毫米。
金绿鹎是留鸟，栖息在森林，它们是植食性动物，主要以植物的果实为食。它们分布在塞拉利昂至加蓬、安哥拉和刚果民主共和国东北部。